# 土城 (三河国)
土城（どじょう）は、愛知県岡崎市鍛埜町字焼跡にあった中世の日本の城（山城）。『額田町史』によると初代城主は天野長弘。

## 概要
天野長弘らが城主となっている。正確な所在地は不明であるが、現在の須佐之男神社の近く、愛知県岡崎市鍛埜町焼跡の山麓に存在したと推定されている。 

## 遺構
現在、天野氏の菩提寺東昌寺の遺構とされる石垣・井戸跡が残り、削平地北端に天野長弘の墓とされる宝筐印塔が在る。